# Reguły Yorku-Antwerpii
Reguły Yorku - Antwerpii są prywatnym zbiorem reguł zalecanym do stosowania w umowach przewozowych. Reguły te stanowią najstarszą instytucje handlu morskiego. Ich pierwsza redakcja sięga roku 1864, kolejne pochodzą z lat 1877, 1890, 1903, 1924, 1929, 1950, 1974, 1974/1990, 1994, 2004. Pomimo że nie mają charakteru umowy międzynarodowej wywarły ogromny wpływ na unifikację prawa morza. 
Reguły Yorku-Antwerpii są zasadami powszechnie przyjętymi w międzynarodowym obrocie morskim, według których w braku odmiennej umowy stron dyspaszer dokonuje rozliczenia aktu awarii wspólnej. Szczególnie doniosłą rolę odgrywają na kontynencie europejskim oraz północnoamerykańskim.